# Châtres
Châtres é uma comuna francesa na região administrativa da Nova Aquitânia, no departamento Dordonha. Estende-se por uma área de 12,07 km². Em 2010 a comuna tinha 191 habitantes (densidade: 15,8 hab./km²).